# Orimarga atribasis
Orimarga atribasis är en tvåvingeart som först beskrevs av Alexander 1914.  Orimarga atribasis ingår i släktet Orimarga och familjen småharkrankar. Inga underarter finns listade i Catalogue of Life.